# 저배경 강철
저배경 강철(Low-background steel)은 핵무기를 이용한 핵실험 이전의 강철로 난파선의 고철에서 얻는다. 코발트-60 같은곳에서 나오는 배경방사선이 치명적인 계측기기에 사용된다. 
베서머 법과 염기성 산소 제강 모두 공기에서 추출한 산소를 불어넣기 때문에, 대기 중에 있는 방사능 물질이 혼입된다. 이를 예방하기 위한 방법으로 핵실험 이전에 만들어진 강철을 사용하는 방법이 있다.